# 成功級巡防艦
成功級巡防艦是中華民國海軍現役巡防艦，為美國海軍派里級巡防艦的修改型。原型以船團護衛任務為主要設計核心，在取代陽字號而生產的前提下，中華民國海軍於本級艦安裝8連裝國造反艦飛彈及2具波佛斯公司40/L70公釐單管快砲，增強反艦、反快艇能力。現時本級艦隸屬海軍一四六艦隊。
美國海軍規劃派里級巡防艦的設計以反潛作戰為主，於低威脅環境下為遠洋船團護航及作為兩棲登陸船團的屏衛，在機能設計上屬於二線、低造價、可犧牲的艦艇。由於台灣海峽防衛戰需求與美國對台軍售限制，本級艦除負責反潛作戰外，也擔負艦隊區域防空任務。目前成功級均配屬海軍一四六艦隊，母港為海軍馬公基地測天島軍港，平時負責台灣海峽海域偵巡任務。

## 發展沿革
1981年
中華民國海軍協同中山科學研究院、聯合船舶設計發展中心與当时的中國造船公司（於1978年由台灣造船公司及中國造船公司合并，在2007年更名为台灣國際造船），在主合約商兼負責戰鬥系統的西屋公司及負責載台設計的羅森伯特公司（Rosenblette & Sons）協助下，設計一款用以取代陽字號驅逐艦的新型巡防艦。該計畫即是「忠義計畫」，計畫執行代號PFG-1。
1983年
6月，「忠義計畫」設計作業階段結束，因技術風險過高，中華民國海軍決定不進入建造階段；轉向以外交手段促成美國輸出滿足海軍需求的巡防艦設計。
1987年
4月11日，美國國務院批准以商售途徑轉移派里級巡防艦技術提供中華民國海軍建造6艘本級軍艦，計畫執行代號PFG-2。
1989年
5月，中華民國海軍正式與美國協助廠商、中國造船公司完成換約，以美國海軍考夫曼號巡防艦（FFG-59 Kauffman）（改良型派里級巡防艦）為基本架構的修改型巡防艦，並授予吉伯斯-寇克思設計公司（Gibbs & Cox）500萬美金合約，由其負責修改原設計以滿足中華民國海軍的作戰需求。計畫名稱為「光華一號」造艦計畫。中船獲得15億美金的合約負責建造艦體，而中山科學研究院在優利公司協助下負責安裝戰鬥系統。
1994年
中華民國海軍決定僅建造7艘成功級艦（本級艦原計畫建造8艘），餘下一艘（被命名為田單）原預定配備先進戰鬥系統（Advance Combat System, ACS）視為田單級巡防艦，但後因預算不足和性能不穩定致建造計畫被取消。
1998年
成功級艦完成7艘建造，並移交中華民國海軍。
2000年
中華民國海軍決定將ACS計畫已採購的主要組件製造一艘與成功級艦同款式的巡防艦，艦名承襲稱田單號。由於當時派里級艦已停產，主要武裝MK 13單臂發射器是購自美國海軍庫存備品中翻整，L70/40公釐單管快砲因未增購而取消裝設。
2007年
成功級艦開始正式換裝雄風三型反艦飛彈。
2014年
成功級艦試射雄風三型反艦飛彈，成功擊中目標。
2017年
中華民國海軍購入的兩艘原裝派里級巡防艦抵台，命名為銘傳、逢甲。
2018年
在漢光34號演習中，岳飛號巡防艦已經換裝了新OTO原廠匿蹤炮塔，繼光號巡防艦、子儀號巡防艦、銘傳號巡防艦、逢甲號巡防艦也換裝OTO原廠匿蹤炮塔。
6月11日田單軍艦納編海空軍飛彈射擊訓練任務，7月15日射擊支隊長吳立平少將率各艦艇前往九鵬海域。紀錄顯示，7月16日7時7分由艦長孫康華上校下令允許發射命令，7時10分00秒田單艦抵發射位置，航向347度T、速率10節，靶船中權號戰車登陸艦(LST-221)艦方位067度T、距離47公里北緯22度05分、東經121度3分。田單艦此時發射雄風3型飛彈，二號架4號彈，編號S015一枚升空，飛彈以2.2到2.4馬赫速率飛行，於7時11分11秒命中二號靶艦，僅耗時1分11秒，精準命中靶艦。

## 性能

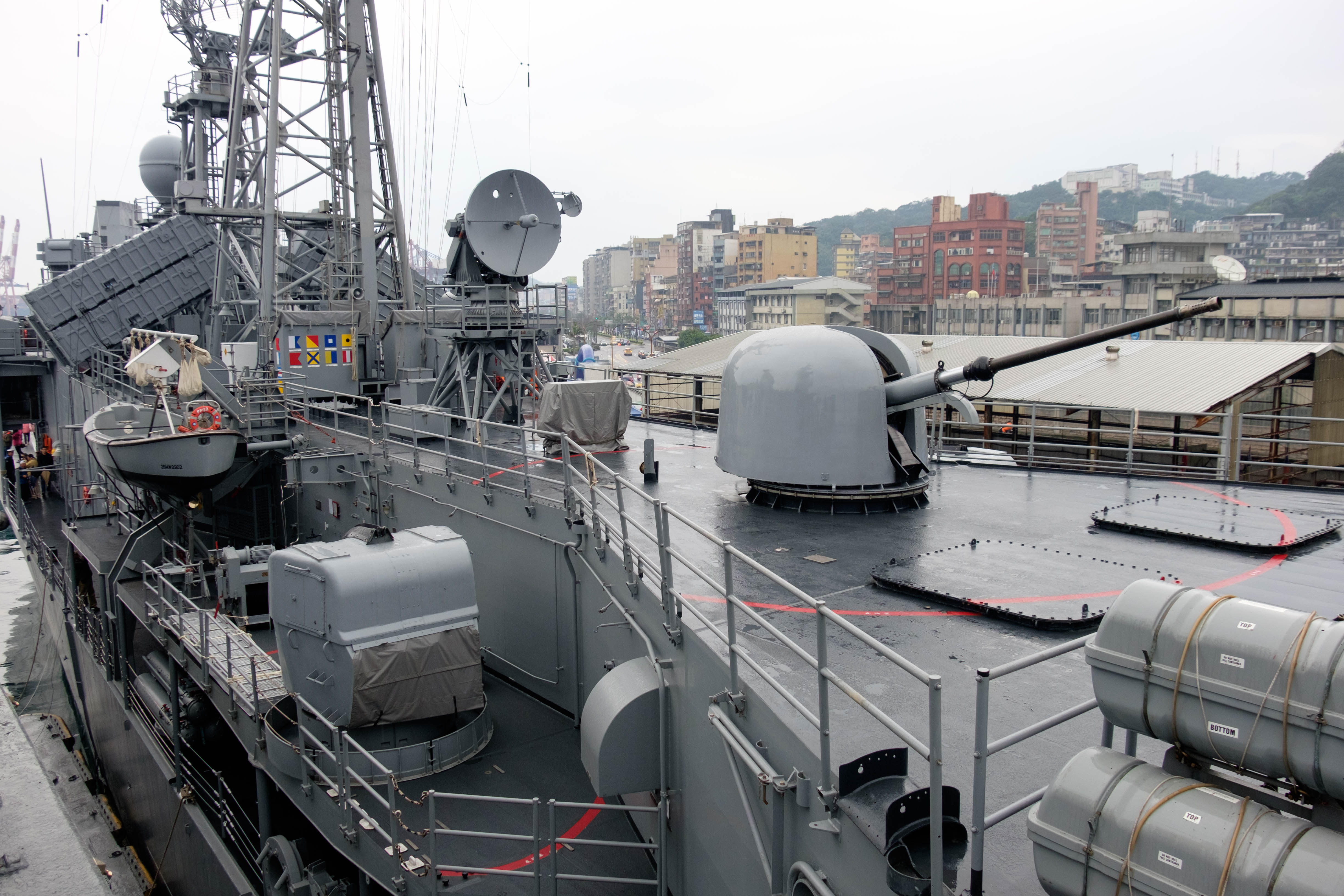
成功級巡防艦的上層結構的反艦飛彈發射箱、STIR-240照明雷達、76快砲、40快炮

### 艦體設計
成功級基本上沿襲派里級FlightIV FFG-59號艦設計，為可操作SH-60海鷹直升機長艦身版的派里級艦；同時吉伯斯-寇克思公司因應美軍操作經驗與中華民國海軍要求，重新設計艦體上層配置，使其重心降低以彌補加裝40快砲及雄風二型後重心過高問題，並避免過去艦舯結構強度不足而致使拱舯破壞龍骨結構等問題。經修改後的成功級滿載排水量增至4,100噸。

### 動力
成功級使用的通用動力LM2500燃氣渦輪引擎是一款高性能簡單循環雙軸發動機，採用模組化設計，易於安裝和維護，功率23.3千瓩，熱效率36.6%。
與派里級相同艦體前段設有2具伸縮式的可轉向電動推進器，弭補單軸推進的弱點，為輔助動力單元吊艙。由艦上的電網供電，每具出力350馬力 ，在平靜海況下能使艦體達到5至6節的航速。輔助動力單元吊艙能夠360度旋轉，當船艦在港灣等受限狹窄水域移動時十分便利，可有效增加船艦的操控性，具備控制航向的能力。在低速反潛作業時，還能可關閉LM2500燃氣渦輪引擎以及大軸，改用輔助動力低速航行，能夠大幅降低噪音，利於艦上被動聲納工作。

### 防空戰力
成功級主要對空偵測系統為SPS-49（V）5對空搜索雷達，該雷達使用L波段提供長程預警，尖峰功率360瓩，平均功率13瓩，最大搜索距離460km。主要防空武器為SM-1MR BlockVIA/B（RIM-66E）防空飛彈，飛彈由艦艏MK-13 Mod.4單臂發射器儲放發射，最高發射速率可達每分鐘6發，利用艦上MK92 Mod.6射控系統經由STIR-240導引。亦可使用艦上MK75型76快砲、40mm/L70快砲及MK15方陣近迫系統進行防空。銘傳、逢甲艦雷達為SPS-49A（V）1。

### 反水面武裝

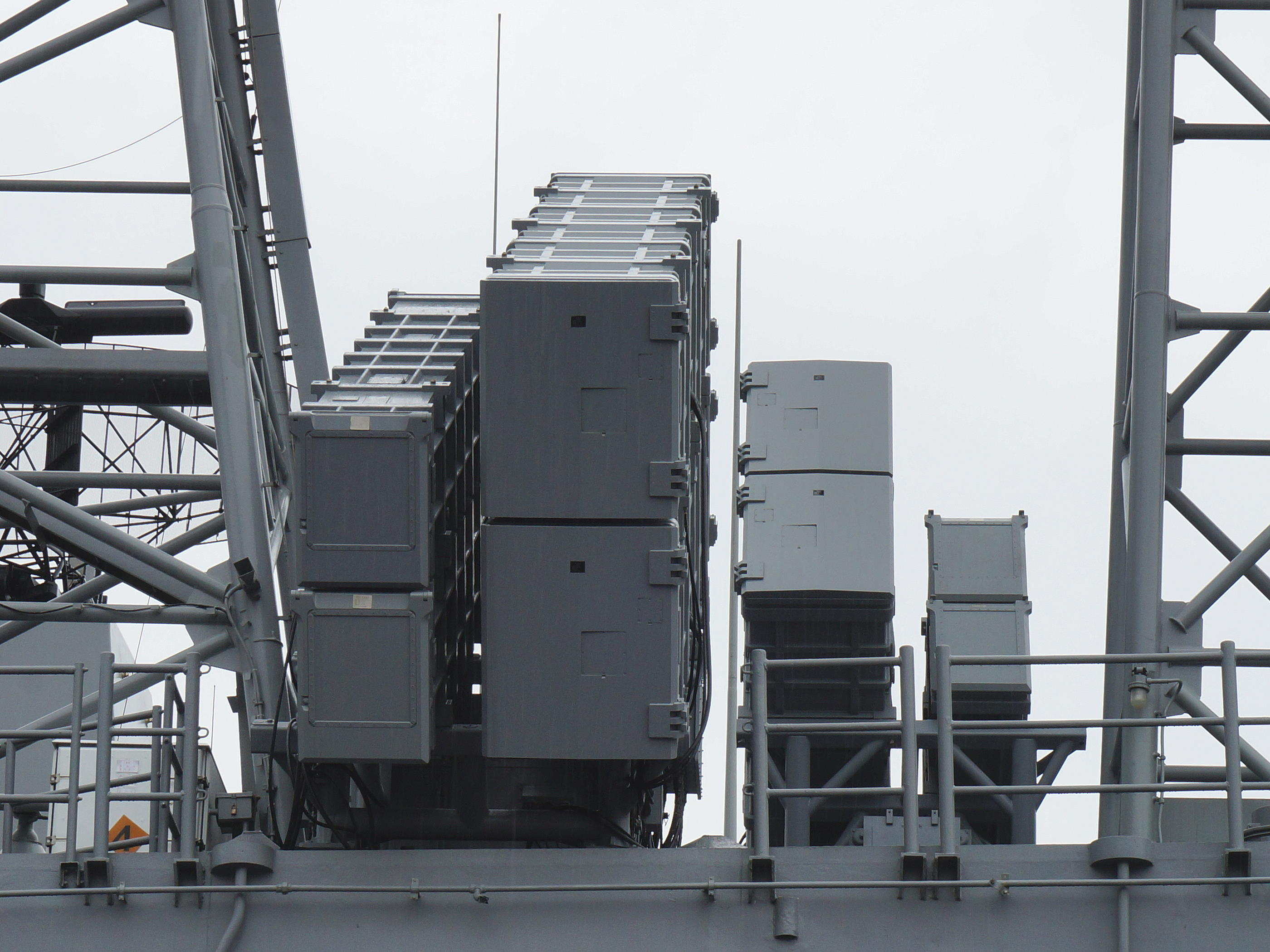
成功級巡防艦的雄風三型和雄風二型飛彈發射箱

成功級反艦武裝遠較派里級強大，裝備雄風二型及雄風三型反艦飛彈共8枚。艦砲在原設計的76快砲外，在左右舷加裝2門40快炮作為反制中小型艦艇的武器，還將原本派里級的副長艙房改成40mm砲彈儲藏間。由於MK-92並不整合國造反艦飛彈與增裝的火炮，成功級在戰情中心增裝了H930MCS系統的分散式運算單元（DCU）控制加裝的非美製武器；其中武器控制台為CY/UYQ-60，而DCU型號為CS/UYK-62，由中科院研發製造，銘傳、逢甲艦採用魚叉飛彈並使用艦艏MK-13 Mod.4單臂發射器發射。成功級/派里級的76快砲放的位置在主桅和煙囪中間且因位置過高，射界、俯仰度都頗受限制，對前後及對低角度不能開砲。

### 反潛戰力
由於成功級建造時美國不提供AN/SQR-19拖曳式陣列聲納與AN/SQQ-89水下作戰系統，成功級的反潛戰力不如原版；成功級船體裝備AN/SQS-56聲納、對魚雷防禦則有SLQ-25水妖魚雷誘餌。SQS-56為中頻聲納，導入了數位化零組件處理聲學信號，因此較過去的中頻聲納要較輕盈，具有主動/被動模式，目標資訊經MK-114水下射控計算機解算，再以手動輸入MK-309反潛射控操控台。MK-309連接船隻左右舷的三連裝反潛魚雷發射器，可施放包含MK-46或MK-54對潛魚雷。由於SQS-56主動搜索模式有效偵測距離不超過9公里，不足以涵蓋第一匯聲區距離，性能上只夠自保，較不足以主動偵測甚至獵殺潛艦，因此遠程反潛需仰仗反潛直升機。在購入成功級前海軍委託美國塞考斯基飛機公司開發出具有獨立水面／水下搜索及反潛能力的S-70C(M)-1/2反潛直升機，由於成功級缺乏完整的聲學處理設備，反潛能力只限在第一匯聲區內。
銘傳、逢甲艦則裝備AN/SQR-19A拖曳式陣列聲納，其同時具備的AN/SQS-56聲納經過EC-10程序改良，擁有淺水主動偵測套件（SWAK）、王魚避雷聲納、AN/SQQ-89(V)9反潛作戰系統、LAMPS-3反潛直昇機系統。

## 同級艦
| 艦名                | 照片 | 舷號     | 安放龍骨日期   | 下水日期       | 服役日期       | 備註                                                                      |
| ------------------- | ---- | -------- | -------------- | -------------- | -------------- | ------------------------------------------------------------------------- |
| 成功（Cheng Kung）  |      | PFG-1101 | 1990年12月21日 | 1991年10月5日  | 1993年5月7日   | 名稱來自鄭成功，方陣Block 1A                                              |
| 鄭和（Cheng Ho）    |      | PFG-1103 | 1991年10月29日 | 1992年10月15日 | 1994年3月28日  | 名稱來自鄭和，方陣Block 1A，2023年6月已換裝1B                             |
| 繼光（Chi Kuang）   |      | PFG-1105 | 1992年10月30日 | 1993年10月3日  | 1995年3月4日   | 名稱來自戚繼光 換裝OTO原廠匿蹤砲塔，方陣Block 1A                          |
| 岳飛（Yueh Fei）    |      | PFG-1106 | 1993年9月5日   | 1994年8月28日  | 1996年2月26日  | 名稱來自岳飛 換裝OTO原廠匿蹤砲塔，方陣Block 1                             |
| 子儀（Tzu I）       |      | PFG-1107 | 1994年8月7日   | 1995年7月13日  | 1997年1月9日   | 名稱來自郭子儀 換裝OTO原廠匿蹤砲塔，2023/11月已換裝方陣Block 1B           |
| 班超（Pan Chao）    |      | PFG-1108 | 1995年7月25日  | 1997年7月3日   | 1997年12月16日 | 名稱來自班超，方陣Block 1A，2023年3月敦睦艦隊已換1B                       |
| 張騫（Chang Chien） |      | PFG-1109 | 1995年12月4日  | 1997年5月14日  | 1998年12月1日  | 名稱來自張騫，方陣Block 1A，2021年10月已換裝1B                            |
| 田單（Tien Dan）    |      | PFG-1110 | 2001年2月22日  | 2002年10月17日 | 2004年3月11日  | 名稱來自田單 取消二舷舷側Bofos 40mm快砲，方陣Block 1A，2022年11月已換裝1B |
| 銘傳（Ming Chuan）  |      | PFG-1112 | 1983年5月5日   | 1983年11月5日  | 1984年12月1日  | 名稱來自劉銘傳 換裝OTO原廠匿蹤砲塔，方陣Block 1B                          |
| 逢甲（Feng Jia）    |      | PFG-1115 | 1982年12月18日 | 1983年11月19日 | 1984年11月17日 | 名稱來自丘逢甲 換裝OTO原廠匿蹤砲塔，方陣Block 1B                          |

### 軍售
| 美國時期        | 美國時期 | 美國時期             | 美國時期       | 中華民國時期       | 中華民國時期 | 中華民國時期 | 中華民國時期  | 中華民國時期                      |
| 艦名            | 編號     | 建造廠               | 服役時間       | 艦名               | 編號         | 移交時間     | 服役時間      | 備註                              |
| --------------- | -------- | -------------------- | -------------- | ------------------ | ------------ | ------------ | ------------- | --------------------------------- |
| 泰勒（Taylor）  | FFG-50   | 巴斯鋼鐵廠           | 1984年～2015年 | 銘傳（Ming Chuan） | PFG-1112     | 2017年3月9日 | 2018年11月8日 | 本艦已於2017年5月13日返抵左營軍港 |
| 蓋瑞（Gary）    | FFG-51   | 托德造船廠聖佩卓分部 | 1984年～2015年 | 逢甲（Feng Jia）   | PFG-1115     | 2017年3月9日 | 2018年11月8日 | 本艦已於2017年5月13日返抵左營軍港 |
| 卡爾（Carr）    | FFG-52   | 托德造船廠西雅圖分部 | 1985年～2013年 | 無                 |              |              |               | 未購入，已封存的冷艦              |
| 艾爾洛（Elrod） | FFG-55   | 巴斯鋼鐵廠           | 1984年～2015年 | 無                 |              |              |               | 未購入，裝備舊版反潛系統          |

- 2014年2月12日，泰勒號在支援2014年冬季奧運會時擱淺於土耳其薩姆松。[10]
- 2014年12月18日，美國總統歐巴馬正式同意對台灣出售四艘派里級巡防艦[11]；中華民國海軍選擇購入當時仍在服役且狀況較佳的泰勒、蓋瑞號，接收後分別定名為銘傳、逢甲艦。[12]
- 2015年5月1日，濟陽級（諾克斯級）的濟陽、海陽艦在海軍旗津碼頭舉行除役典禮，將由派里級的銘傳、逢甲艦取代其任務。[13]
- 2017年3月15日，銘傳、逢甲艦從美國啟航；5月13日，返抵左營軍港。[14][15]
- 2018年11月8日，銘傳、逢甲艦正式服役。[16]

## 圖集

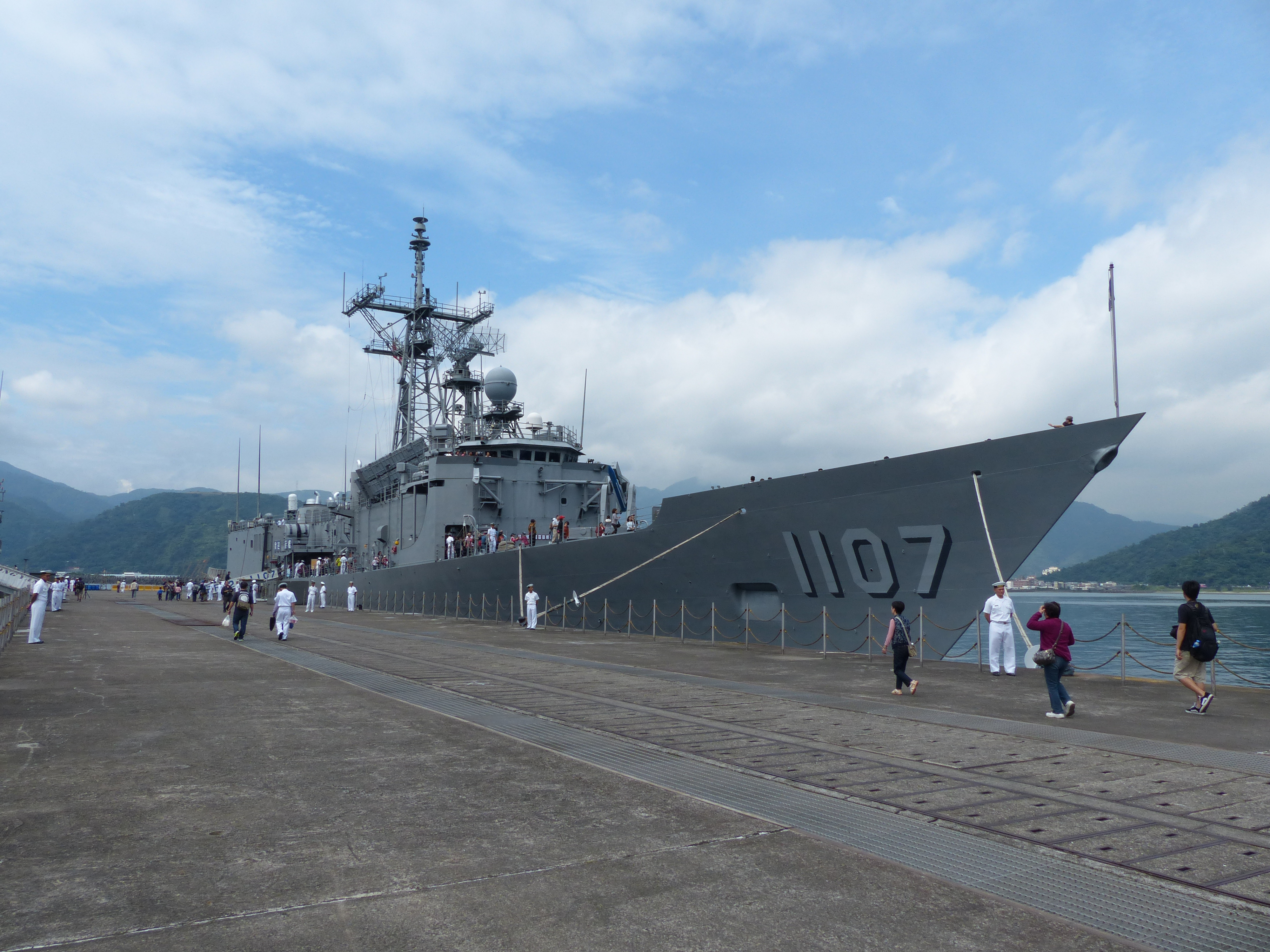
子儀軍艦
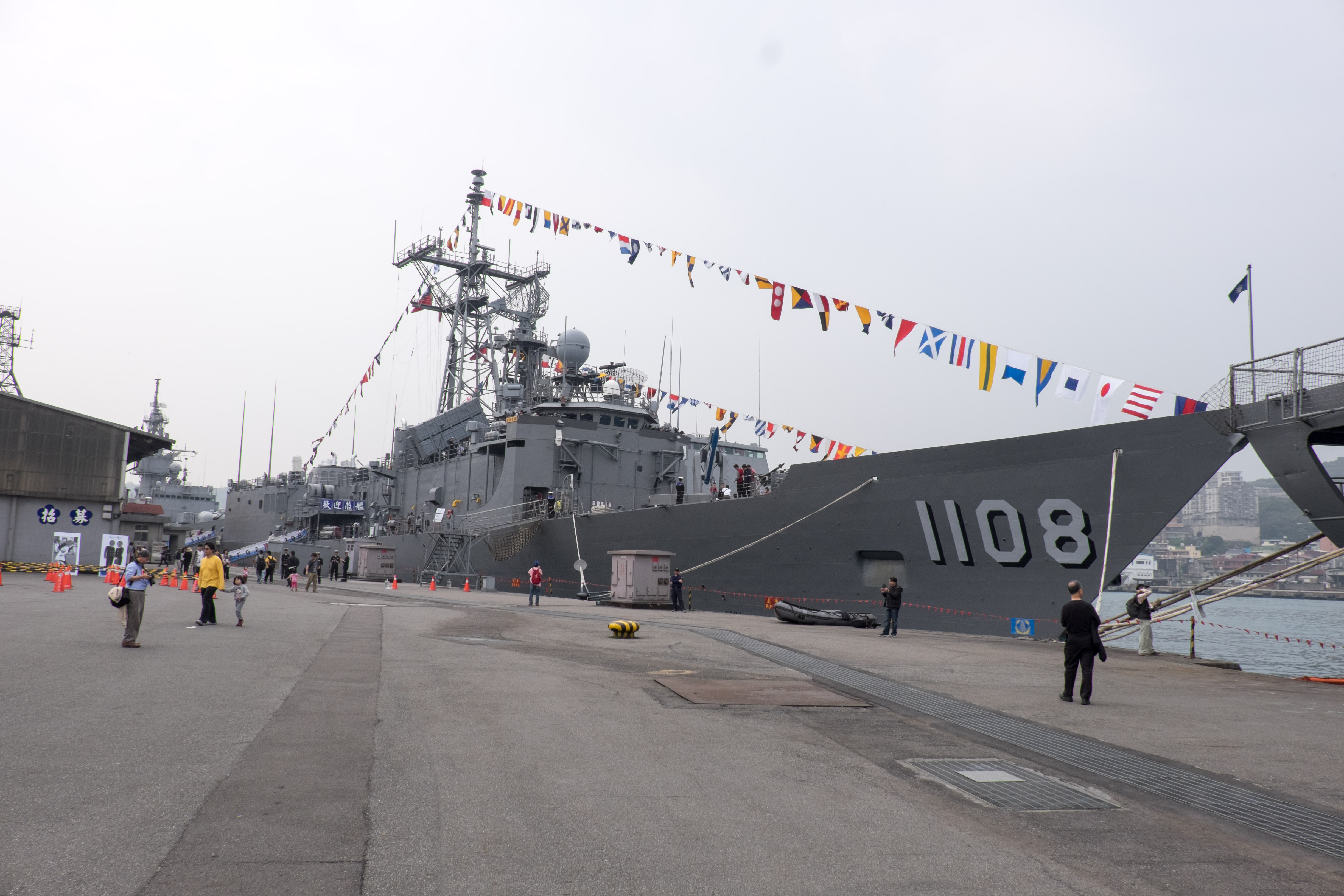
班超軍艦
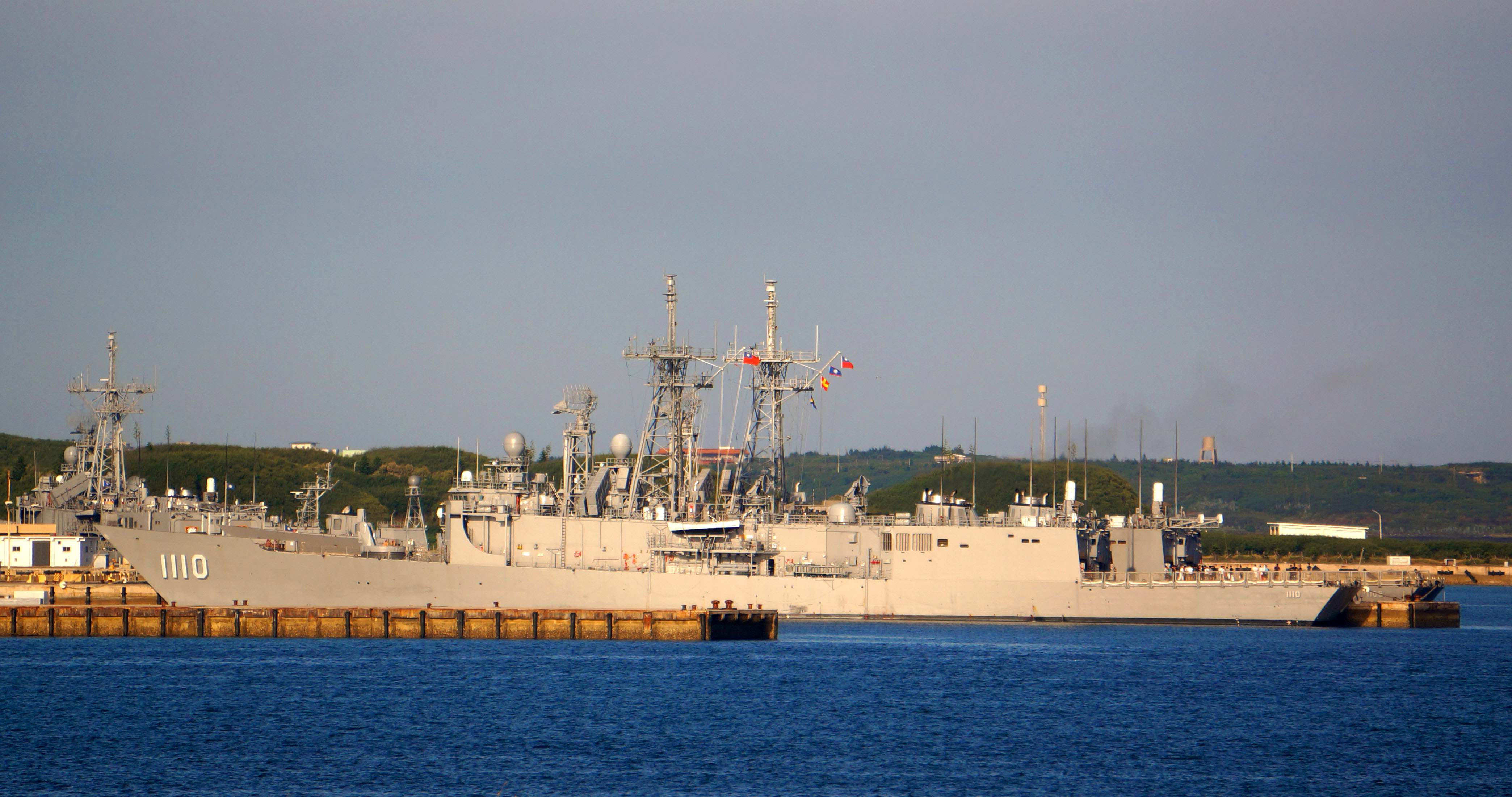
田單軍艦與後方的繼光軍艦並排停泊在馬公軍港

## 外部連結
（繁體中文）中國軍艦博物館-成功級巡防艦